# NGC 1549
NGC 1549 is een elliptisch sterrenstelsel in het sterrenbeeld Goudvis. Het hemelobject werd op 5 november 1826 ontdekt door de Schotse astronoom James Dunlop.

## Synoniemen
- PGC 14757
- ESO 157-16
- AM 0414-554